# 全農チキンフーズ
全農チキンフーズ株式会社（ぜんのうチキンフーズ、英文名称ZENNOH CHICKEN FOODS CORPORATION.）は、全農グループの食肉加工会社。主に鹿児島県・宮崎県・佐賀県・岩手県産の国産鶏肉を扱う。拠点は品川と西宮市の東西営業本部を軸に、北は秋田県から南は宮崎県まで18事業所を展開する。

## 沿革
- 1972年（昭和47年）- 全農と、食肉卸業者の株式会社鳥市との共同出資により、株式会社全農鳥市設立。
- 1983年（昭和58年）- 全農鳥市が鳥市の全株式を取得、100%農協資本となる。
- 1990年（平成2年）- 全農鳥市と全農の食鳥販売事業を統合し、全農チキンフーズ株式会社発足。
- 2002年（平成14年）
  - 2月 - 住田フーズの筆頭株主となる。
  - 3月 - 全農チキンフーズと鹿児島くみあいチキンフーズが、タイ産・中国産鶏肉約7トンを｢鹿児島県産　無薬飼料飼育若鶏｣と偽り、コープネット事業連合に販売[2]。狂牛病により鶏肉需要が急増し、欠品対策として全農チキンフーズの指示で偽装が行われたとされている[3]。4月22日には当時の社長と専務が辞任した[4]。これに関し、3月29日に農林水産省はJAS法違反と認定[5]、6月28日にさいたま地方検察庁は不正競争防止法違反により全農チキンフーズの元首都圏支店長ら幹部3人と、法人の全農チキンフーズを起訴した[6]。
- 2007年（平成19年）- 販売力強化の為、東西営業本部制を採用
- 2008年（平成20年）- 株式交換により、宮崎くみあいチキンフーズおよび鹿児島くみあいチキンフーズを統合。また、この年に本社機能を戸田市から品川へ移転した。
- 2020年（令和2年）4月27日 - 明治からアサヒブロイラー株式90%を取得し、アサヒブロイラーを連結子会社化[7][8]。
- 2021年（令和3年）4月1日 - 明治からアサヒブロイラー株式10%を取得し、アサヒブロイラーを完全子会社化[7][8]。

## 主力商品
- 鹿児島いいとこ鶏
- 健康咲鶏
- はまゆう鶏
- みちのく清流若どり
- みちのく清流味わいどり
- 菜彩鶏（十文字グループと共管）
- までっこ鶏（十文字グループと共管　※生協向け商材）
- JAチキン加工品（ナゲット・ミートボール等）

## 販売先
東西営業本部や支店では大手生協や大手量販店を基軸とし、営業所では地方中堅スーパーや個人経営の精肉店もカバーし、多岐にわたる。

## 事業所

### 現行
- 本社・東日本営業本部 - 東京都港区港南
- 首都圏北部支店 - 埼玉県戸田市早瀬
- 首都圏北部支店長野駐在所 - 長野県上田市秋和
- 首都圏南部営業所 - 東京都町田市鶴間
- 宇都宮営業所 - 栃木県宇都宮市新里町
- 郡山営業所 - 福島県郡山市富久山
- 仙台営業所 - 宮城県仙台市宮城野区
- 仙台営業所山形駐在所 - 山形県天童市長岡北
- 盛岡営業所 - 岩手県八幡平市平笠
- 秋田営業所 - 秋田県秋田市雄和
- 西日本営業本部 - 兵庫県西宮市鳴尾浜
- 岡山営業所 - 岡山県岡山市南区藤田錦
- 広島営業所 - 広島県広島市西区草津港
- 名古屋支店 - 愛知県小牧市下小針中島
- 九州支店（元・北九州営業所） - 福岡県北九州市八幡西区樋口町
- 南九州支店 - 宮崎県都城市上町

### 過去
- 札幌駐在（仙台営業所に統合）- 北海道札幌市西区
- 川崎営業所（首都圏南部営業所に移転の為閉鎖した）- 神奈川県川崎市宮前区宮崎
- 東京支店 - 東京都足立区大谷田
- 八千代営業所（首都圏北部支店に統合）- 千葉県八千代市吉橋
- 福岡支店
- 熊本営業所
- 浜松営業所